# 首都圏国電暴動
首都圏国電暴動（しゅとけんこくでんぼうどう）は、1973年（昭和48年）4月24日、国鉄労働組合（国労）・国鉄動力車労働組合（動労）の順法闘争に反発した乗客が、首都圏の日本国有鉄道（国鉄）の駅で同時多発的に起こした暴動事件である。なお、事件当時は4･24騒動、4･24事件という呼称も見られた。

## 事件の素因
1973年（昭和48年）の春闘で、国労と動労は、運転安全規範などの諸規則を厳格に遵守するとかえって列車の運行が遅延することを逆手に取り、諸規則を必要以上に「遵守」することによってダイヤを混乱させる順法闘争を争議戦術として経営当局に対抗していた。しかし、この順法闘争は利用客からは批判と反発を招くだけの結果に終わり、遂には3月13日朝、高崎線上尾駅など数駅で動労による順法闘争を原因とするダイヤの乱れに激怒した乗客たちが暴動を起こし、鉄道車両や駅施設を破壊して駅周辺を占拠する上尾事件が発生した。
この上尾事件をきっかけに動労側も順法闘争を中止したが、その後も労使双方とも歩み寄りを見せず、労使交渉がまとまらなかったことから、動労は4月より順法闘争を再開させた。

## 事件の概要
4月24日、この日も順法闘争のため国鉄線のダイヤは混乱していた。特にこの日からは4月27日の交通ゼネストを控え、順法闘争を強化していた。
16時30分頃、大宮駅では東北線・高崎線が順法闘争によるダイヤの乱れで60 - 90分ほど遅延していたことと、帰宅時間とが重なったことでホームに乗客が溢れ出した。一部の乗客が駅長室を占拠する騒ぎを起こすなど一時は険悪な状況となったが、埼玉県警察への警備出動の要請とあわせて、東武野田線やバスなどへの振替誘導をしたことで、この時はかろうじて沈静化した。

### 嚆矢となった赤羽駅
しかし、赤羽駅の東北・高崎線下りホームでは一向に到着しない列車に利用客の不満が高まっていた。
20時頃、青森行急行「津軽1号」を宇都宮駅まで普通列車扱いにするという案内放送が流れた。定刻であれば「津軽1号」は上野駅19時35分発であるが、順法闘争と荷物積み込みの遅れから20時15分に上野駅を発車しており、しかも同駅を発車した時点で超満員となっていた。
「津軽1号」の到着前、赤羽駅列車ホームで上り中距離電車が停車中、ホーム上の乗客1,500人が下り電車が来ないことに不満を募らせ「停車している電車を折り返し運転しろ」と要求し、運転士を引きずり下ろして中距離電車を破壊し始めていた。
そのような事態が進行していた20時30分頃、「津軽1号」は数百人が待つ赤羽駅に到着した。しかし既に超満員のため駅の乗客は乗車することができず、乗客は機関車を取り囲んだ。機関士は乗客の勢いに押され逃亡した。その後、乗客は動かない列車に対して窓ガラスを割るなどの破壊行為を始めた。このため「津軽1号」も赤羽駅を発車できなくなり、国鉄側は京浜東北線へ乗客を誘導する案内放送を行った。
しかしこの時、京浜東北線北行の電車も赤羽駅手前で信号機故障により運転見合わせとなり、乗客が線路上を歩いて駅へ向かう事態となっていた。
21時頃には赤羽駅の各線ホームは6,000人の乗客であふれ、さらに駅長室に詰めかけて暴れ、駆けつけた機動隊に対して気勢を挙げて対峙するなどの暴動に発展した。21時30分頃には、1番線に停車中だった京浜東北線磯子行電車車内にて乗務員室から持ち出された発煙筒が燃やされ、車内も破壊された。22時30分頃には男性が運転台に放火する騒ぎとなった。
赤羽駅での列車運行停止は山手線などにも影響が及んで次々と国電の列車運行が停止する事態となり、暴動が他の駅にも波及することとなった。
この時点でも不満が高まったあまりに乗客同士で揉め合いや八つ当たりを行ったりなどで、旅客負傷者など人的被害を出している。

### 他駅への波及
上野駅では21時前、発車しない電車にしびれを切らした乗客が高崎線籠原行列車への投石を始め、高崎、東北両線電車の運転士を電車から引き摺り下ろして連行した。7番線ホームでは乗客3,000人が乗務員室から持ち出した発炎筒を焚いて車内に放火したり窓ガラスを割るなどの破壊行為を始めた。この騒ぎをきっかけに上野駅は騒乱状態となって駅機能が麻痺し、21時には警察が到着したものの手がつけられる状態ではなくなっていた。暴徒は本屋改札事務室や切符売り場も破壊し始め、職員は身の危険を感じて職務放棄し、駅は無人状態となってしまった。その後も破壊行為は続き、0時20分頃にはコンコースで放火騒ぎが起きる事態となった。動かない列車の案内板を集めて放火された火に投げ込むといった行為もみられた。怒りに任せて我を忘れた乗客が投げた石や案内板が他の乗客に当たって乗客同士が揉め合い、また放火された火に向かって暴徒同士が押し合い、全身火傷を負う乗客も出るなど、数百人の負傷者を出した。
また、このどさくさに紛れて駅の金庫が破られ現金約600万円が何者かに奪われた。
新宿駅では上野駅での騒乱発生を受けて21時10分頃より騒ぎが起こり始め、21時30分頃山手線の運行を停止、地下鉄私鉄各線への振替輸送の案内を放送したところ、利用客が駅長事務室に押し掛ける騒ぎとなった。22時頃には西口の料金精算所や売店などが襲われ、東口では鉄道公安室に放火する騒ぎに発展。翌4月25日7時頃まで騒乱は続いた。新宿駅での暴動参加者は最大時には2万人に達した。この暴動で乗客にも負傷者を多く出しており、数百名が重軽傷を負った。同駅の一連の騒擾と顛末は1984年に発行された『新宿駅90年のあゆみ』にも述べられているが、駅職員たちは職場から逃げ出さず懸命に収拾にあたり、後に感謝状を出されたという。　
この他、渋谷駅・秋葉原駅・有楽町駅等の計38駅で破壊・放火などの暴動事件が同時的に多発した。群衆の数は総計で3万2,000人を超えたとされている。一部の暴徒の中には切符・現金・売店の商品を略奪する者も現れ、被害は現金だけで1,000万円を超えたとされる。また、池袋駅では群集同士の乱闘による多数の負傷者、神田駅ではタクシーに投石するといった騒ぎも発生した。新橋駅では駅施設破壊によると思われるガス漏れも発生している。さらには各地で鉄道施設等の破壊以外にも、周辺の店舗や住宅、公共施設、自動車等の破壊、無関係の通行人や周辺住民に対しての投石、窃盗、暴行なども発生した。
これらの暴動により鉄道施設内外、群衆問わず多数の負傷者が発生し、25日未明までに延べ200台以上の救急車が出動した。病院では複数台の救急車が長蛇の列を成し、周辺道路では渋滞も発生。また負傷者が自力で病院まで詰めかけた暴徒もおり、負傷者が多数出ており手当てしきれず混乱が生じた。さらに暴徒の負傷者の手当が出来ないことでしびれを切らして医療従事者に抗議を行う者や、負傷者同士での乱闘などで病院の窓ガラスが割れたりするなど、暴動は鉄道施設外までも波及している。
これに対し警視庁では22時頃、機動隊の最大動員を指令し投石などの破壊行為の阻止と、駅員・車両の保護を指令するとともに、各駅長に対して駅員の現場待機を要請した。さらに23時30分頃には事件の拡大防止と列車運行確保、悪質者に対する逮捕・検挙の方針を全警察官に指令。加えて私鉄各社に電車・バスの臨時運行と終電延長を要請した。しかし同時多発した騒乱には有効な手が打てず、群衆や通行人などの負傷者は延べ数千人以上に上った。また群衆に恐れをなした駅員が逃げ出す事例が相次ぎ、混乱を収拾させることはできなかった。
国労は21時30分、東京地本の遵法闘争を中止し、動労も混乱を緊急整備するまでは当局に協力することとした。しかし、21時45分頃には赤羽線・京浜東北線・山手線・東北線・高崎線・常磐線（常磐線各駅停車含む）がすでに運行を停止しており、完全に手遅れであった。
多数の鉄道車両・施設が破壊された影響は大きく、首都圏では翌4月25日10時ごろまで列車運行が全面停止。その後も大幅な間引き運転を強いられる事態となった。国労は25日以降、東京以外の地区で闘争を継続した。

## その他
- 東北線・上越線等上野駅を終着とする特急・急行は順法闘争による遅れに加え、暴動発生による運行停止の影響を受け、途中での足止めや列車運休など、暴動とは無縁の地域にも少なからぬ影響が出ている。埼玉県内では4本が、栃木県内では11本が途中駅などで足止めとなり、乗客が車内で一晩を過ごす事態となった。
- 青森駅では翌25日、青函連絡船から東北線への乗り継ぎ客の一部が列車運行の見込みが立たないことに業を煮やし、バスを借り切って東京へと向う事態が起きている。また16時20分頃、定刻より約10時間遅れで到着した下り急行「八甲田」の車内から、上野駅で盗難被害にあった普通乗車券131枚が発見されている。暴動時に何者かが盗み出したものの、日付印が入っていないために換金不能なことに気づいて「八甲田」の車内に投げ込んだものと見られている。
- 東海道線・横須賀線沿線での暴動の影響は軽微だったものの、翌25日早朝に、大磯駅 - 二宮駅間の陸橋工事中に橋桁が落下。架線を切断したために午前11時頃まで不通となって混乱に拍車をかけることとなった。
- スト期間中の修学旅行専用列車はこれまでも組合現場の判断でスト対象から外す事はあったが、24日動労は緊急中央執行委員会を開催して修学旅行列車を順法闘争・スト対象から外す事を決定。
- 帰宅困難者が多数発生したため、24日夜は営団地下鉄が29本、京王帝都電鉄が9本の特発を出して終夜運転を実施し、東急、都営地下鉄以外の各社もいつでも終夜運転可能な体制をとった[4]。翌25日朝になっても国電は運行を停止していたことに加え、事前に通知されたストによる運転休止ではなかったため、通勤・通学客は早出などの自衛策を取ることなくラッシュアワー時に集中し、運行している私鉄・地下鉄へと殺到した。最も混雑がひどくなった東海道線と平行する京急・都営浅草線・京成では最大30分遅れを記録し、混雑度も京急が普段の2.5倍という状態が10時まで続いた。他に、東急が各線で2倍、小田急江ノ島線も藤沢駅からの振替輸送で2倍を記録するなど軒並み大混雑。各線では入場制限や改札制限を敷くなどの対応を行なったが、東武伊勢崎線・日光線・野田線や京急などで積み残しが続出。横浜駅では改札口付近で5,000人が揉み合いとなって7人が怪我をした[5]。
- 山手線域内の輸送を一手に引き受ける格好となった営団地下鉄・都営地下鉄では乗客が集中し、丸ノ内線池袋駅では乗るまでに60 - 90分待たされる事態となり、他の駅でも入場制限を実施。ラッシュアワーダイヤを延長（=特発列車の増発）してしのぐ事態となった。
- バスも混乱の影響を受け、新宿駅西口広場では丸ノ内線に乗ろうとする乗客が地上のバスターミナルにまであふれたためバスが入れず、8時30分から10時頃まで麻痺状態に陥った。池袋駅前ではバスに乗ろうとする乗客が長蛇の列を作ったため一般車の入場制限を行い、乗客の一部を近隣の雑司ヶ谷公園に退避させるといった対策を行った。
- 25日、松戸駅では運行されない電車に怒った利用客100人が駅事務所に押し掛けて、助役らを拉致して綾瀬駅まで歩かせるといった事件も起きた。また、大宮駅でも7時頃には4,000人が溢れて国鉄職員に詰め寄るなど一時騒然となった。当時の常磐線には不通時に東京都心へ振替輸送ができる鉄道路線がなく（つくばエクスプレスは32年後の2005年開業）、国鉄線が運行停止すると鉄道で東京へ向かうことができなくなった。
- 25日未明までに、窃盗・放火等の罪で138人が逮捕された（新宿駅43人、上野駅35人など）[6]。
- 病院等医療機関も暴動による多数の負傷者の手当てなどにより対応に追われ、一部の医療施設では病床数が逼迫していた。負傷の手当が出来なかったことで立腹した暴徒による医療施設の破壊も報告されている。
- 全体の負傷者は把握しきれておらず、少なくとも国鉄職員、群衆を含めて旅客負傷者や周辺住民を合わせて2,000人以上が負傷したと見られる。

## 事件による被害
4月26日に国鉄が集計したところによれば、被害額は次のようになっており、磯崎叡総裁は26日の衆議院運輸委員会にて報告を行っている。
国鉄の損害額
- 損害額合計：9億6000万円（以下内訳）
  - 車両：1億円
    - 被害S：走行不能になるほど致命的なダメージを負い廃車となった車両の補充製造で数編成
    - 被害A：工場に入庫して修理を要する車両で23編成
    - 被害B：電車区で約1週間で修理できる車両で36編成
    - 被害C：ガラス破損など1日で修理できる車両で32編成

  - 建物：1億2000万円
  - 電気機械設備：4億1000万円（コンピュータ等）
  - 自動券売機：1億3000万円、東京都配置数約3000台のうち208台が使用不能
  - 乗車券類の払い戻し：2億円

その他
- 鉄道弘済会損害：数千万円（売店の破壊等）
- 貨物減送量：47万トン（内生活必需品10万トン）
- 負傷者：2,000人以上（国鉄職員、暴動の群衆、通行人、周辺住民等）

なお、上野、神田、有楽町3駅のみどりの窓口はしばらくの間営業不能の状態であり、指定券類の販売は秋葉原、東京、新橋に案内することとなった。再開は神田が5月初旬であったが他の2駅は目処がついていない状態であった。車両被害も従来になく大規模であったため、しばらくの間間引き運転を強いられた。
上述のような地上設備にもわたる被害の他、全国においてはスト自体は継続されたこともあり、貨物減送の内生活必需品については、運輸省が道路運送法第34条に基づき一般の運送業者に代行輸送を命じることが決定され、4月27日より実施された。同条は災害輸送や公共生活の維持のための輸送手段が著しく不足する場合、運輸大臣が業者に代行輸送を命じることが出来る旨が定められている。代行輸送自体は上尾事件で知られる3月のストの際も実施されていたが、当時は国鉄が自主的に業者と契約する形だったのに対して、今回は法律に基づく命令であった。同条文が制定された1951年以来初の事態であった。当時国鉄は平常、生鮮食料品の急送列車を1日19本運行していたが、これらをトラックで代行すると1日500台が必要で、トラック運賃は国鉄の約10倍となり、1日辺りの経費は1億円となる。その差額は国が補償することとなった。
なお、暴動やその発端となったサボタージュ闘争（4月27日にもストが実施された）の余波で、1973年のゴールデンウィーク波動輸送にも影響し、連休前半は列車の運休を引きずり旅行見合わせが相次いだ。このため前半の輸送実績は前年に比較して大幅な旅客減であり、このつまずきのため連休を利用した旅行距離も短めとなる傾向があったと言う。

## 事件後の見解
二階堂進内閣官房長官はこの事件に対して談話を発表し、「国民の迷惑を顧みない違法な争議行為に対する国民の批判はいまや明らかである」「民主主義体制そのものへの挑戦であり、政府としてとうてい容認しない」と述べた。磯崎はこの事件に応じて、25日正午、次の申し入れを国労、動労に対して行った。
また、当時衆議院運輸委員会では国鉄運賃の値上げについて議論が行われていたが、4月25日には地方公聴会が開催され、賛成、反対両派からストと遵法闘争に対する不満が噴出した。
25日、国労は声明を出し「乗客の混乱は国労、春闘共闘の春闘を破壊しようとし、闘争の妨害をねらったものである」と主張した。鉄労は「この混乱は国労、動労の不法行為への国民大衆の怒りが爆発したものであり、この暴走を放任し、職場の秩序を崩壊させた国鉄当局の責任は極めて重大」との談話を発表した。

## 事件の要因
事件の要因と対策についてはその性格上、上尾事件とまとめて分析したものが見られるので、上尾事件も参照のこと。

### 労組の過剰な闘争
上尾事件、遵法闘争から本格的なストに転換して失敗したスト権ストなどと共に、1971年のマル生運動失敗以降の国労、動労の暴走が背景に挙げられている。梅原淳は上尾事件に続いて「愚かな行い」を繰り返した旨の批判を行っている。

### 不適切な混雑対策
スト、混雑対策の不備も利用者の立場に立っているとは言えない旨、国鉄内部の管理者から指摘された。東京北鉄道管理局営業部長星野修二によれば、度重なるストに加えて下記のような事情が利用者にマイナスにはたらいていたと言う。
- 近年（1973年当時）の遠距離通勤は利用者の自発的選好では無く、都市圏の拡大により強いられた性格がある。
- 第三次長期計画（通勤五方面作戦初期）まではラッシュ時混雑上限200%の目安には妥当性があったが、人間の受容する忍耐は混雑と時間の相乗比である[16]。
- 日本の雇用慣行では列車が1割でも動いていれば出勤可能として欠勤出来ない傾向が見られる。
- 従来のスト対策は違法行為を行う職員への対策が中心であったり、ストに参加しない職員の善意で列車を「出来るだけ」確保する過程に意味が見出されていたが、乗客から見れば輸送状況そのものが問題であり、運転している者が誰であるかは問題ではない。

### 情報伝達の不備
本事件は労組の行動を直接の原因としているが、当局たる首都圏本部が指摘した問題点として、輸送障害時の情報提供策不備が挙げられる。当時の首都圏本部次長は通勤五方面作戦の成果や今後の輸送力増強の必要性に触れつつ、これらの事件を「単に通勤輸送力の増強だけでは片付けられない」とした。具体的には上記の要素により社会情勢が不安定となると、危険な雰囲気が醸成される旨を述べている。
事件後の1975年3月には、首都圏本部長交代の人事発令の際は、本社電気局長の尾関雅則が国鉄本社常務理事格で異動した経緯があった。また、尾関は前本部長の石川達二郎からの引継ぎの際「情報問題をぜひあなたの時代にやってほしい。根をつけてほしい」と言われたと言う。
1976年当時首都圏本部工事管理室長（前東京西鉄道管理局電気部長）であった佐藤金司は、両事件を情報面から次のような総括を行っている。なお、佐藤は首都圏国電暴動の際には騒動現場に遭遇したため、直ちに西管理局に戻り、情報収集、復旧、事後の対応に当たり、暴動後の検討会に出席した経験を持つが、私見として次の事項を列挙した。
このような事実から、佐藤金司は次のような教訓を導いている。
- 首都圏輸送は異常な集中度である
- 輸送のトラブルは相当の頻度で起きている[19]
- 輸送混乱時は迅速的確な処理が必要
- 混乱時には情報の収集伝達が決め手となる

なお、具体的な対策としては当時京王帝都電鉄など一部私鉄で導入されつつあったTTCが名指しで挙げられている。
その他の解消策として、『鉄道経営』誌に投稿された記事では非常時の情報収集・提供能力とともに、代行輸送力の自社保有、異常時下の群集心理を研究することなどを挙げている。
『鉄道通信』では部外との接触の内苦情処理について論じた際「どうもわが社の体質として、部外向け一般情報提供の重要さの認識が、うすいうらみがあるように思われる」と述べており、対策として電話による情報案内の充実を挙げている。また、現業員向けの問題点として部内向け全国一斉伝達、一斉放送の汎用設備を保有していない点も指摘された。また、器材破壊について、「なにか騒動が起きるときまって通信設備が破壊される」と述べており、その理由を旅客と常に接する場所に置いてあり、防護体制が取られていないことに求めている。対策としては器材防護の強化では限度があるため、予備品と移動器材を備えておく必要性を指摘している。
事件後に行われた鉄道公安官の座談会でも、東京駅で収拾に当たった公安官から「多少酒が入っていた関係もありましょうが、立派な紳士がけっこうヤジ馬になって、目の色を変えて右往左往している姿が見受けられた」と言う。公安室は総動員で収拾に忙殺された。また「職員が最後まで職場を守ったところは被害が非常に少なくて、危険を感じて無人となったところほど大きな被害を受けたということがいえる」「ふんまんの対象になる職員がおれば当り散らして気分もまぎれるんでしょうが、対象となる者がいないと手当たり次第、物にあたってくる」等と言った観察結果が示されている。

## 対策

### ソフト面
星野は、混雑による危険が予測される場合、運転そのものの断念を提案し、下記の得失を挙げている。
利点
- 混雑による騒擾等の危険回避
- 通勤客に欠勤の有効な理由を与えられる
- 減便ダイヤ、極端な遅延と言った「瑕疵ある商品」を提供しないことによる「商品の品質維持」

欠点
- 受験、旅行、容態急変の見舞いと言った、代替不能な性格の輸送が供給不可となる
- 組合のストを効果的にしてしまう

星野は、上記提案の採否については「何を選び何を捨てるかの取捨選択の問題」と結言に述べている。

### ハード面
上述の情報提供面での問題は事件前よりある程度は意識されており、国鉄は事件前より「通信運用体系近代化計画」を策定中であった。鉄道電話網は主要な交換所こそ自動化されていたが、その他は依然として労働集約的な要素を強く残しているなど、情報の迅速な伝達に課題を残していたからである。計画案は1972年3月に各労組に提示され、1年の交渉を経て事件直後の1973年4月17日に妥結したため、当時起きた本事件などと絡めて紹介された。その内容は次のようなものであった。
- 電信中継業務の自動化（目標、1973年9月1日）
- データ交換装置の導入（旅客、貨物、運転、経理等の日報伝送に使用、電信からの切替を含む、ただし予算の制約から大半の管理局はデータ端末のみで、地方限りのデータ処理を行うコンピュータの設置要望は通らなかった）
- 電話の自動交換化推進（1973年3月末で73%完了。直近5年の自動化ペースが落ちていたため再度投資を強化）
- 電話情報案内の強化（具体的には案内を数種類にカテゴライズし、要員を接客的な案内がスムーズに出来るよう訓練する）
- PBXの強化（全管理局に設置。上記情報案内の強化と連動）

また、『鉄道通信』では「事あるごとに問題となるが、時日がたつにつれて関心がうすれてしまい、いつもそのままになってしまうようである」との教訓の忘却に対する懸念が指摘されている。

## 地域による反応の違い
青函連絡船の場合、当時の船舶は定員管理を厳密に行っており、サービス定員の概念から定員以上が乗車する鉄道からの乗換えで輸送力に差が生じ、残客が出ることは多客期には日常的であった旨、函館で収拾に当たった公安職員が述べている。函館の場合、現業員には強硬な乗客達でも、首都圏とは異なり公安職員には「この人達は警備に出ているんだから、吊るし上げてもしょうがない」などと同情的であったという。事情は仙台でも同様で「上尾のようにしてやる」「責任者を出せ」と詰め寄る者でも、公安官には同情的であった。